# Guignicourt
Guignicourt ist eine ehemalige französische Gemeinde und heutige Commune déléguée mit 2.272 Einwohnern (Stand 1. Januar 2022) im Département Aisne in der Region Hauts-de-France. Guignicourt wurde mit Wirkung vom 1. Januar 2019 mit Menneville zur Commune nouvelle Villeneuve-sur-Aisne fusioniert.

## Lage
Guignicourt liegt etwa 20 Kilometer nördlich von Reims und etwa 25 Kilometer südöstlich von Laon. Die Aisne fließt durch den Ort.

## Geschichte

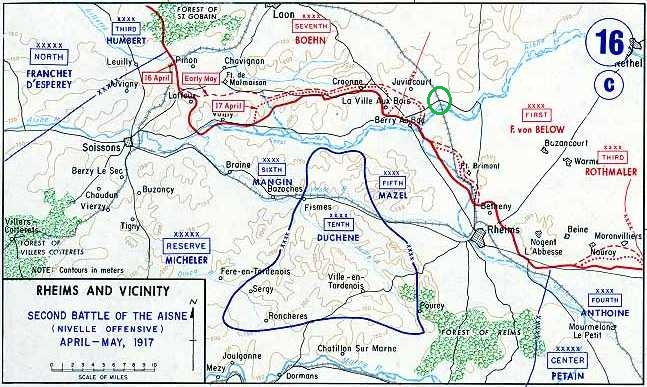
Karte von der Schlacht 1917 an der Aisne, Guignicourt befindet sich beim grünen Kreis

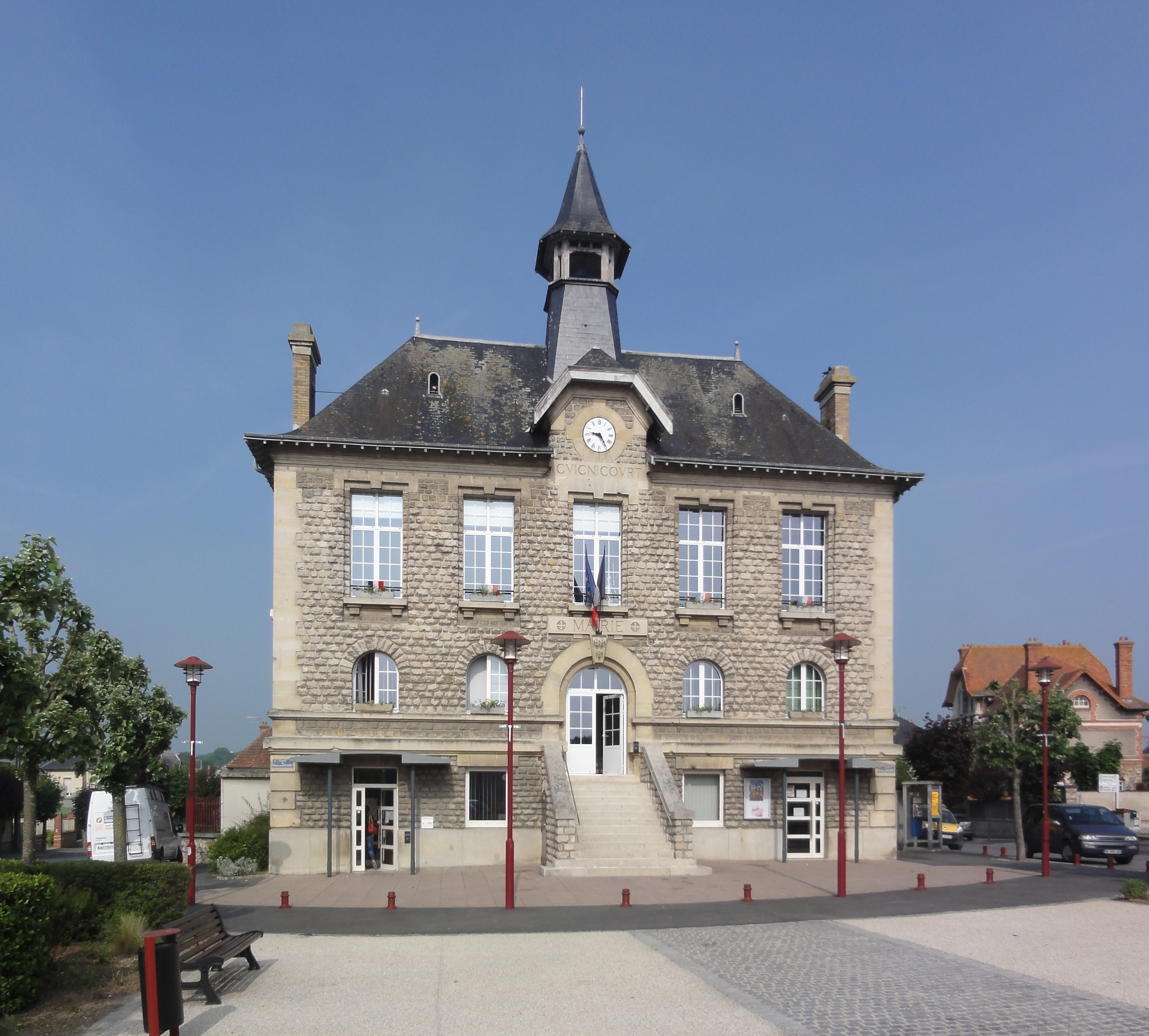
Rathaus

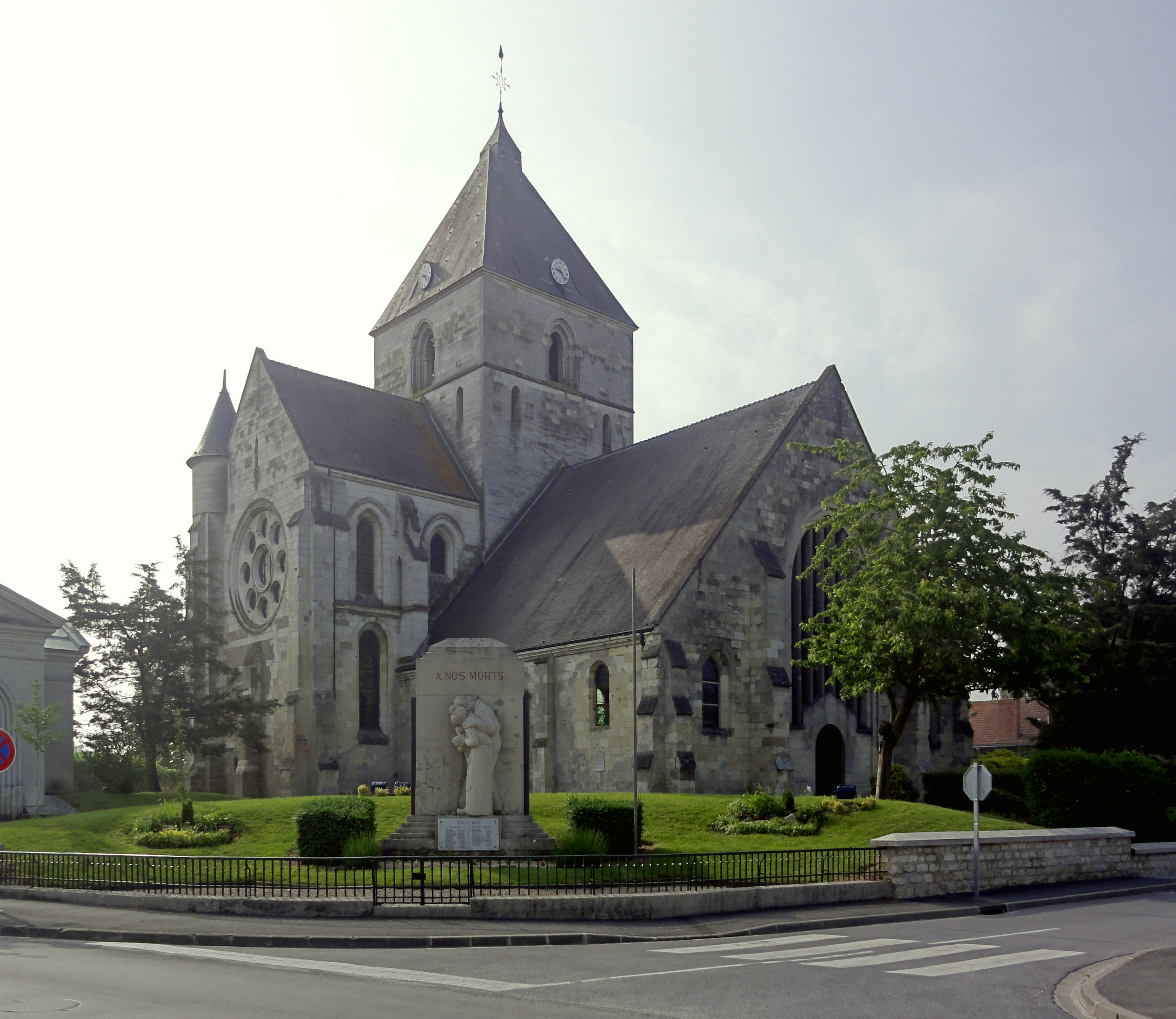
Kirche Saint-Pierre

Auf dem vormaligen Gemeindegebiet wurde bei Grabungen eine Nekropole aus der Latènezeit entdeckt.
Die Schreibweise des Namens war im Mittelalter und der frühen Neuzeit weder im Lateinischen noch im Französischen einheitlich. So wurde der Ort im Laufe der Zeit unterschiedlich dokumentiert: 1082 apud Gunniicurtem, 1138 Gungicuertis, 1150 Winicurtis, 1162 Guinnicourt, 1173 Guinicurt, 1187 Guignecurt, 1221 Guignicort, 1224 Guignecort, 1226 Guynicort, 1232 Guignicurte, 1237 Guingnicort, 1308 Villa de Guignacuria, 1488 Guignycourt und 1599 Guygnicourt.
Die Ortschaft wurde während des Ersten Weltkriegs stark in Mitleidenschaft gezogen. Sie wurde 1914 von  deutschen Truppen besetzt. Nach der ersten Schlacht an der Marne konnten sich die Deutschen im Ort halten. Danach verlief die Hauptfrontlinie lange Zeit rund 6 km entfernt, somit lag der Ort zeitweise unter Beschuss der französischen Artillerie. Die Schlacht an der Aisne im Jahr 1917 tobte zwar in unmittelbarer Nähe. Denn zwischen den westlich gelegenen Orten Berry-au-Bac und Juvincourt-et-Damary, tobte die Schlacht um den Ort La Ville-aux-Bois-lès-Pontavert. Aber die Deutschen konnten Guignicourt und Juvincourt-et-Damary halten. Erst nach der zweiten Schlacht an der Marne 1918 kam die Front östlich von Guignicourt in Bewegung. Während der Hunderttageoffensive, am 12. Oktober 1918, wurde die Ortschaft durch die Franzosen befreit. In diesen Kämpfen brannte die Kirche Saint-Pierre komplett aus. Sie wurde zwischen 1921 und 1932 wieder aufgebaut.

## Partnergemeinde
Guignicourt verbindet seit 1986 eine Partnerschaft mit der Gemeinde Illerrieden im Alb-Donau-Kreis in Baden-Württemberg.

## Verkehr
Durch die Ortschaft führt die Eisenbahnlinie von Reims über Laon nach Amiens. Der Bahnhof Guignicourt (Aisne) wird von den TER der Linie Reims–Amiens bedient.
Durch die Ortschaft führt in ostwestlicher Richtung die D925. Nach Westen führt diese Straße am nördlichen Ufer der Aisne entlang nach Soissons, nach Osten folgt sie noch der Aisne bis Neufchâtel-sur-Aisne, danach dem Fluss Retourne. In der Ortschaft zweigt von der D925 in nördlicher Richtung die D525 ab. Westlich des Bahnhofes überquert von Süden herkommend die D62 die Aisne, verläuft ein kurzes Stück zusammen mit der D925 und führt dann in nordwestlicher Richtung weiter nach Corbeny.
Westlich der Ortschaft führt die Autobahn A26 vorbei. In unmittelbarer Nähe befindet sich die Ausfahrt Nr. 14 (Vallée de l’Aisne), die mit der D925 verbunden ist.
Der Fluss Aisne ist bei der Ortschaft nicht mehr schiffbar, aber leicht südlich vom Fluss verläuft der Canal latéral à l’Aisne.